# Ulken-karoj
Ulken-karoj (rusky Улькен-карой) je hořkoslané jezero v Severokazachstánské oblasti v Kazachstánu. Má rozlohu 4,6 km². Má kruhový tvar a uprostřed je ostrov.

## Pobřeží, dno
Pobřeží jezera je ploché, mírně členité, obemknuté pásem slanisek. Jezero je mělké, dno je bažinaté a jílové.

## Vodní režim
Z jihu do jezera ústí řeka Karasu. V letech s malým množstvím vody jezero vysychá.